# Esther De Mézerville
Esther de Mézerville Ossaye (Guatemala, 29 de abril de 1885-San José, Costa Rica 1971) fue una docente, feminista, sufragista y activista guatemalteca. Pasó la mayor parte de su vida en Costa Rica, donde militó para obtener el derecho de voto de las mujeres.

## Biografía
Esther nació en Guatemala en 1885. Era hija de un inmigrante francés, Émile de Mézerville Coupé y de Noémie Ossaye Millelot, nacida en Canadá. Cuando su padre Émile muere en 1898, la madre de Esther migra con sus niñas a Costa Rica. En su juventud, viaja y estudia en Francia, Bélgica y en Suiza. Vuelve a Costa Rica en 1907, donde enseña francés en San José.
En 1922 fue nombrada directora principal de la Escuela Superior de Niñas puesto que asumió durante cuatro años. También fue directora del Colegio Metodista. Después, en 1917, fue nombrada Inspectora técnica de las escuelas para la ciudad de San José.
Se compromete activamente en el movimiento de 1919 contra las políticas del trabajo del Presidente Federico Tinoco Granados. Ese movimiento condujo a una huelga de las maestras, durante la cual los locales del periódico La Información, medio oficial de propaganda gubernamental, fueron incendiados. La huelga, llevada por Ángela Acuña Braun, fue seguida por las profesoras Matilde Carranza, Ana Rosa Chacón, Lilia González, Carmen Lyra, Victoria Madrigal, Vitalia Madrigal, María Ortiz, Teodora Ortiz, Ester Silva y Andrea Venegas.
Una vez el episodio de los Tinoco terminó, Esther De Mézerville fue nombrada en 1922 directora del Colegio Superior de Señoritas puesto que asumió hasta 1926.
En 1923 fue cofundadora junto a Ángela Acuña Braun de la Liga Feminista Costarricense (CFT), primera organización sufragista y feminista de Costa Rica. Asumió la vicepresidencia de la organización y lleva la lucha por el derecho de voto de las mujeres. De Mézerville dimitió de su cargo en la escuela, en 1926, y realizó a una gira por Europa y África del Norte. Visita Argelia, Marruecos, Francia, Italia y España. De regreso a Costa Rica en 1931, la Liga feminista llega a obtener el voto de una ley que enmienda la constitución otorgando el derecho de voto a las mujeres, bajo ciertas condiciones, sobre todo escolares y profesionales : pueden a partir de allí las mujeres diplomadas de la universidad, enseñantes, estenodactilógrafas, contables, enfermeras, así como las mujeres que han recibido una educación elemental y que pueden hablar una lengua extranjera, las mujeres que han estudiado en escuela privada, las mujeres que hablan dos lenguas extranjeras y las dueñas de tierras o de fincas urbanas.
De Mézerville sirvió en varios consejos y comités de numerosos organismos. Se implicó en el Congreso de Costa Rica con el fin de establecer fondos de retiro para las maestras en 1934. Ese mismo año fue miembro de la Comisión de Arqueología y de arte precolombino. 
En los años 1940, luchó contra el nazismo, fue delegada a la Conferencia Interamericana de la Paz que se mantuvo en Chapultepec, México, en 1945. Sirvió como presidenta de la Cruz Blanca y de la Cruz Roja.  De 1946 a 1950, fue vicepresidenta del Consejo de Administración del Banco de la Asociación Nacional de la Enseñanza. 
De Mézerville falleció en 1971 en San José, Costa Rica.

## Premios y reconocimientos
- 1948, Medalla al Mérito por la Cruz Roja.[1]
- 1949, elegida "Mujer del año" por la sección de Costa Rica de la Unión de Mujeres de las Américas.[4]